# Конвеј (Флорида)
Конвеј (енгл. Conway) насељено је место без административног статуса у америчкој савезној држави Флорида.

## Демографија
По попису из 2010. године број становника је 13.467, што је 927 (-6,4%) становника мање него 2000. године.
| Група             | 2000.          | 2010.          |
| Белци             | 11.862 (82,4%) | 10.315 (76,6%) |
| Афроамериканци    | 368 (2,6%)     | 503 (3,7%)     |
| Азијати           | 283 (2,0%)     | 297 (2,2%)     |
| Хиспаноамериканци | 1.661 (11,5%)  | 2.222 (16,5%)  |
| Укупно            | 14.394         | 13.467         |